# Love You Like a Love Song
"Love You Like a Love Song" là bài hát của ban nhạc người Mỹ Selena Gomez & the Scene nằm trong album phòng thu thứ hai của họ, When the Sun Goes Down (2011). Bài hát được phát hành vào ngày 17 tháng 6 năm 2011 như là đĩa đơn thứ hai trích từ album. "Love You Like a Love Song" được viết bởi Antonina Armato và Tim James, Adam Schmalholz và sản xuất bởi Rock Mafia. Về mặt âm nhạc, đây là một bài hát  midtempo pop có chứa phong cách nhạc của electropop và dance-pop. Bài hát đã được gửi đến các đài phát hành của Mỹ vào ngày 20 tháng 8 năm 2011, và phát hành tại nhiều nước Châu Âu sau đó.
Bài hát đã lọt vào top năm bảng xếp hạng đĩa đơn ở Nga, top 10 ở Canada, top 20 ở Na Uy và Bỉ, cũng như nằm trong top 50 nhiều bảng xếp hạng khác. Đây cũng là đĩa đơn đầu tiên của "Selena Gomez & the Scene" lọt vào bảng xếp hạng Latin Pop Songs của Billboard. Bài hát đạt vị trí thứ 26 trên bảng xếp hạng Billboard Hot 100 vào tháng 12 năm 2011. Nhóm cũng biểu diễn bài hát trong nhiều chương trình và lễ trao giải, cụ thể như: chương trình "Good Morning America", "Daybreak", "The Tonight Show With Jay Leno". và lễ trao giải Teen Choice Awards. "Love You Like a Love Song" cũng có mặt trong danh sách biểu diễn của tour "We Own The Night Tour".

## Tổng quan
Sau khi ra mắt "Who Says", một tháng sau đó, đã có nhiều lời nói về single mới có tên "Love You Like a Song", nhiều tin đồn đã nổi dậy khi tên tạm thời của album vẫn là Otherside. Tháng 4/2011, thông qua Twitter, Rock Mafia xác nhận lại tên bài hát không phải "Love You Like a Song" mà là "Love You Like a Love Song" hoặc "Love Song".
Selena nói về ca khúc như thế này:
"Bài hát này rất vui nhộn và tôi muốn nó trở nên thật độc đáo và tôi nghĩ chúng tôi đã làm được. Về cơ bản, bài hát nói về bạn yêu cuồng nhiệt ai đó kể cả khi mới bắt đầu giai đoạn bạn đi hưởng tuần trăng mật."

## Video
MV bài hát được ra mắt trên trang VEVO chính thức của Selena trên Youtube trong tháng 6 năm 2011. Video bắt đầu khi một người đàn ông hát bài hát "Naturally" trong 1 câu lạc bộ hát với nhau ở Nhật Bản. Tiếp đến, Selena lên sân khấu và bắt đầu hát "Love You Like a Love Song", máy hát karaoke thì chiếu các hình ảnh của cô. Cảnh đầu, Selena đi cùng người đàn ông tóc dài màu vàng ở 1 bãi biển với thảm cát tím hồng. Cảnh sau nữa Selena mang đậm dáng vẻ Shakespeare nằm trên cây đàn piano ở trên mây. Tiếp đến là cảnh Selena ngồi trên xe hơi. Cảnh cuối cùng là Sel bịt mắt, cầm gậy lade hồng cố đập cái piñata, sau đó là cảnh trở lại câu lạc bộ và Selena kết thúc bài hát. Sau khi quay xong video, Hollywood Records đã bỏ phần cưỡi ngựa được sơn hồng đi để làm vừa lòng PETA (Tổ chức bảo vệ động vật).

## Danh sách ca khúc và định dạng
| - Tải kĩ thuật số 1. "Love You Like a Love Song" – 3:08 - Đĩa đơn CD tại châu Âu 1. "Love You Like a Love Song" (Phiên bản Radio) – 3:08 2. "Love You Like a Love Song" (Phiên bản Radio không lời) – 3:08 | - EP kĩ thuật số 1. "Love You Like a Love Song" (Phiên bản Radio) – 3:09 2. "Love You Like a Love Song" (Phiên bản Radio không lời) – 3:06 3. "Love You Like a Love Song" (The Alias Radio Edit) – 3:28 4. "Love You Like a Love Song" (The Alias Extended Mix) – 5:47 5. "Love You Like a Love Song" (Dave Aude Club Remix) – 6:27 6. "Love You Like a Love Song" (Dave Aude chỉnh sửa Radio) - 3:17 |

## Xếp hạng và chứng nhận
| Bảng xếp hạng (2011)                               | Vị trí cao nhất |
| -------------------------------------------------- | --------------- |
| Úc (ARIA)                                          | 48              |
| Bỉ (Ultratop 50 Flanders)                          | 15              |
| Bỉ (Ultratip Wallonia)                             | 14              |
| Canada (Canadian Hot 100)                          | 10              |
| Đan Mạch (Tracklisten)                             | 31              |
| Hungary (Dance Top 40)                             | 11              |
| Hungary (Rádiós Top 40)                            | 4               |
| Ireland (IRMA)                                     | 49              |
| New Zealand (Recorded Music NZ)                    | 21              |
| Na Uy (VG-lista)                                   | 14              |
| Romania (UPFR)                                     | 70              |
| Russia (EMI)                                       | 1               |
| LỖI: PHẢI CUNG CẤP year CHO BẢNG XẾP HẠNG Slovakia | 3               |
| Tây Ban Nha (PROMUSICAE)                           | 41              |
| Thụy Điển (Sverigetopplistan)                      | 41              |
| Anh Quốc (OCC)                                     | 58              |
| US Billboard Hot 100                               | 22              |
| US Adult Pop Songs (Billboard)                     | 34              |
| US Hot Dance Club Songs (Billboard)                | 1               |
| US Latin Pop Songs (Billboard)                     | 21              |
| US Pop Songs (Billboard)                           | 9               |

| Nước | Chứng nhận (lượng tiêu thụ) |
| ---- | --------------------------- |
| Úc   | Vàng                        |
| Mỹ   | Bạch kim                    |

| Nước | Ngày                | Định dạng                | Nhãn hiệu         |
| ---- | ------------------- | ------------------------ | ----------------- |
| Mỹ   | 17 tháng 6 năm 2011 | Tải kĩ thuật số          | Hollywood Records |
| Úc   | 17 tháng 6 năm 2011 | Tải kĩ thuật số          | Hollywood Records |
| Úc   | 20 tháng 6 năm 2011 | Radio hit đương đại      | Hollywood Records |
| Mỹ   | 16 tháng 8 năm 2011 | Radio hit đương đại      | Hollywood Records |
| Úc   | 19 tháng 8 năm 2011 | EP kĩ thuật số - Remixes | Hollywood Records |